# Ріверсайд (Пенсільванія)
Ріверсайд (англ. Riverside) — місто (англ. borough) в США, в окрузі Нортамберленд штату Пенсільванія. Населення — 2040 осіб (2020).

## Географія
Ріверсайд розташований за координатами 40°56′56″ пн. ш. 76°38′31″ зх. д. / 40.94889° пн. ш. 76.64194° зх. д. (40.948778, -76.641894).  За даними Бюро перепису населення США в 2010 році місто мало площу 13,83 км², з яких 12,51 км² — суходіл та 1,32 км² — водойми.

## Демографія
Згідно з переписом 2010 року, у селищі мешкали 1932 особи в 804 домогосподарствах у складі 576 родин. Густота населення становила 140 осіб/км².  Було 854 помешкання (62/км²).
Расовий склад населення:
| - 97,4 % — білих - 1,1 % — азіатів - 0,5 % — чорних або афроамериканців - 0,1 % — вихідців з тихоокеанських островів - 0,1 % — корінних американців |

До двох чи більше рас належало 0,4 %. Частка іспаномовних становила 1,0 % від усіх жителів.
За віковим діапазоном населення розподілялося таким чином: 21,6 % — особи молодші 18 років, 60,5 % — особи у віці 18—64 років, 17,9 % — особи у віці 65 років та старші. Медіана віку мешканця становила 44,8 року. На 100 осіб жіночої статі у селищі припадало 92,4 чоловіків;  на 100 жінок у віці від 18 років та старших — 90,2 чоловіків також старших 18 років.
Середній дохід на одне домашнє господарство  становив 97 025 доларів США (медіана — 72 832), а середній дохід на одну сім'ю — 116 044 долари (медіана — 83 452). Медіана доходів становила 54 153 долари для чоловіків та 41 591 долар для жінок. За межею бідності перебувало 4,9 % осіб, у тому числі 9,2 % дітей у віці до 18 років та 6,7 % осіб у віці 65 років та старших.
Цивільне працевлаштоване населення становило 1076 осіб. Основні галузі зайнятості: освіта, охорона здоров'я та соціальна допомога — 47,9 %, виробництво — 14,0 %, мистецтво, розваги та відпочинок — 7,9 %, роздрібна торгівля — 7,2 %.